# 細川興誠
細川 興誠（ほそかわ おきざね）は、江戸時代中期の常陸国谷田部藩の世嗣。通称は主馬。

## 略歴
大納言姉小路公量の四男として誕生した。正室は細川興栄の娘。
父・公量の母方の祖母（高辻遂長室）が谷田部藩初代細川興元の娘であるという縁があり、養子入り以前から興栄の許可を取って細川主馬と名乗っている。
宝永6年（1709年）、第4代藩主・細川興栄の嫡子・興貞が早世したため、興栄の娘婿となって谷田部藩嫡子の座に就いた。公家の子弟が武家に養子入りするのは珍しい事例である。
しかし正徳5年（1715年）、病弱を理由に廃嫡された。廃嫡の理由は表向きは病弱であるが、酔って家臣を斬殺したためとされる。代わって長男の興虎が嫡子となった。享保13年（1728年）に42歳で死去した。

## 系譜
- 父：大納言姉小路公量
- 母：不詳
- 養父：細川興栄（1658-1738）
- 正室：細川興栄の娘
  - 男子：細川興虎（1710-1738）